# August Weirich
August Weirich (* 15. April 1858 in Fugau, Böhmen; † 2. März 1921 in Wien) war ein österreichischer Kirchenmusiker.
August Weirich war bereits in Fugau als Chorleiter und Organist tätig. Er kam 1880 nach Wien und erhielt an der Musikschule des Ambrosius-Vereins von Josef Böhm eine kirchenmusikalische Ausbildung. Von 1881 bis 1894 war er Regens chori an der Brigittakirche, von 1895 bis 1898 an der Dominikanerkirche, von 1898 bis 1902 zu St. Michael. Von 1903 bis 1921 war er Domkapellmeister von St. Stephan zu Wien. Er war ein Vertreter des Cäcilianismus.
Seit 1893 war er Ehrenmitglied der katholischen Studentenverbindung KaV Norica Wien.